# Čika Dačastadion
Het Čika Dačastadion (Servisch: Стадион Чика Дача) is een multifunctioneel stadion in Kragujevac, een stad in Servië. 
De bouw begon in 1949 en duurde tot de opening in 1957. De openingswedstrijd werd gespeeld op 6 juni van dat jaar met de wedstrijd tussen Radnički tegen Partizan en eindigde in 2–2. Het werd gerenoveerd in 2007 en 2009. Er kwamen in 2009 nieuwe zitplekken.
Het stadion is vernoemd naar Danilo Stojanović (1878–1967). Hij zorgde ervoor dat er in Šumadija voetbal gespeeld ging worden en kan worden gezien als de pionier van het voetbal in Servië. Zijn bijnaam was 'Čika Dača'.
Het stadion wordt vooral gebruikt voor voetbalwedstrijden, de voetbalclub FK Radnički 1923 Kragujevac maakt gebruik van dit stadion. In het stadion is plaats voor 15.100 toeschouwers. 